# 麥康奇嶺
麥康奇嶺（英語：McConchie Ridge）是南極洲的山嶺，位於維多利亞地的斯科特海岸，屬於皇家學會嶺的一部分，在1985年由新西蘭南極名稱諮詢委員會命名，現時由南極條約體系管理。

## 外部連結
. . United States Geological Survey.   [2013-09-05].
78°10′S 162°45′E / 78.167°S 162.750°E